# Troféu Teresa Herrera 1977
O Troféu Teresa Herrera 1977 foi a trigésima segunda edição do Troféu Teresa Herrera, disputado no mês de agosto de 1977, na cidade de Corunha, Espanha, por quatro clubes, três europeus, o espanhol Real Madrid e o holandês Feyenoord, clubes que já ostentavam em seus carteis títulos da Liga dos Campeões da UEFA, o tcheco Dukla Praga, com seis jogadores que iriam representar a Tchecoslováquia, campeã europeia de seleções em 1976, na Copa do Mundo de 1978 e clube semifinalista da Liga dos Campeões da UEFA em 1966-67, além do  brasileiro Fluminense, com sua estrela Roberto Rivellino, que sagrara-se campeão no ano anterior do Torneio de Paris e que terminaria campeão de forma invicta. O único clube que o Fluminense não jogou diretamente nessa competição foi o Real Madrid, de quem ganharia por 2 a 0 na disputa pelo terceiro lugar na edição de 1985.

## Participantes
- Dukla Praga
- Feyenoord
- Fluminense
- Real Madrid

## Partidas

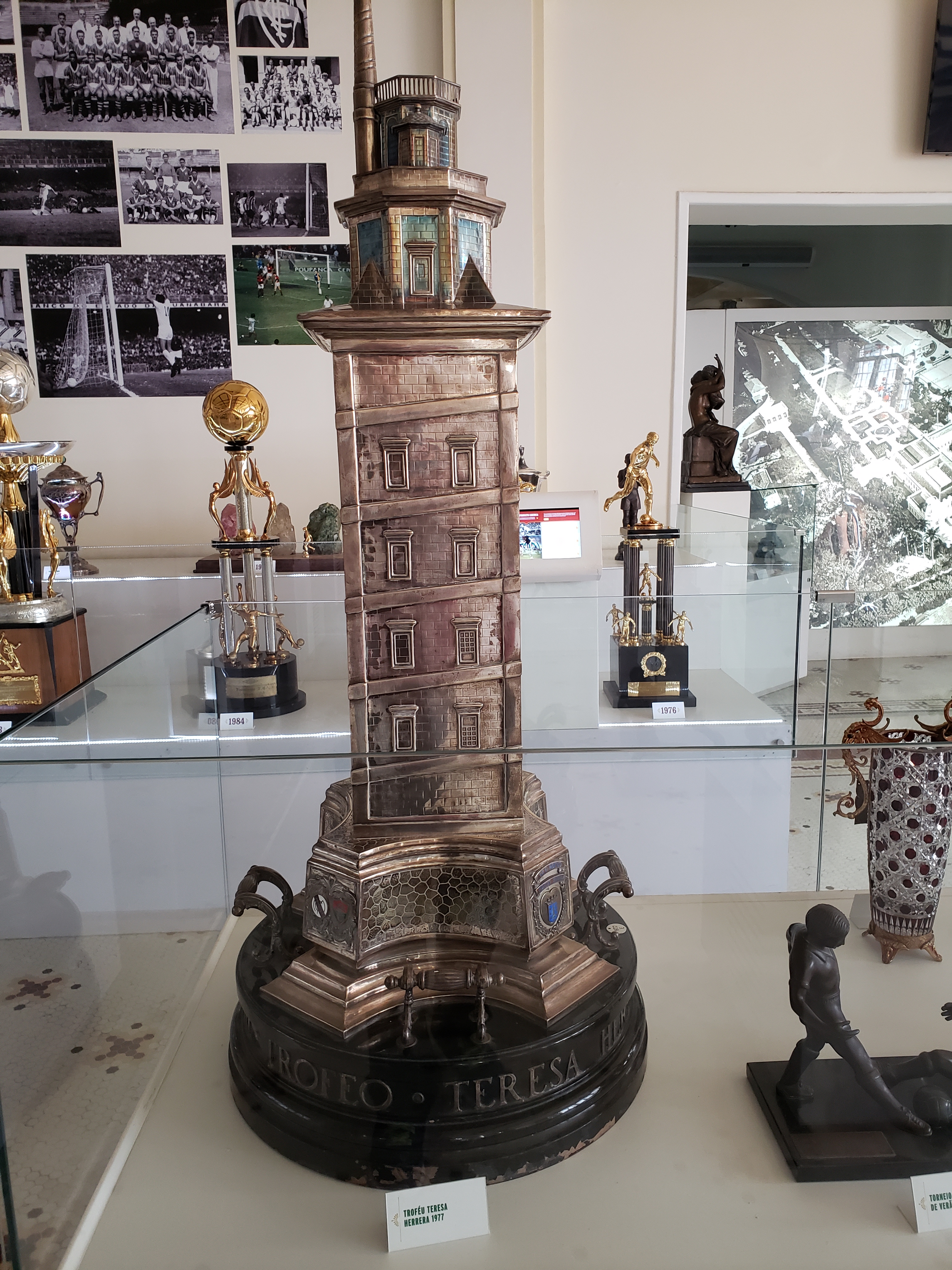
Taça Teresa Herrera 1977.

Todas as partidas disputadas no Estádio Riazor.
Semifinais
- Real Madrid 2–2 Dukla Praga [Pên.: Dukla 5-4] (5 de agosto)
- Fluminense 2–0 SC Feyenoord Rotterdam (6 de agosto)

Disputa pelo terceiro lugar
- Real Madrid 4–2 Feyenoord Rotterdam (7 de agosto)

Final
- Fluminense 4–1 Dukla Praga (7 de agosto) - público: 40.000[4]

| Troféu Teresa Herrera 1977 |
| -------------------------- |
| Fluminense Campeão Invicto |